# Malangrejo
Malangrejo is een bestuurslaag in het regentschap Purworejo van de provincie Midden-Java, Indonesië. Malangrejo telt 1065 inwoners (volkstelling 2010).